# Olympische Winterspiele 1984/Teilnehmer (DDR)
| Gelbes Symbol für Goldmedaillen mit stilisierten Olympischen Ringen | Graues Symbol für Silbermedaillen mit stilisierten Olympischen Ringen | Braundes Symbol für Bronzemedaillen mit stilisierten Olympischen Ringen |
| ------------------------------------------------------------------- | --------------------------------------------------------------------- | ----------------------------------------------------------------------- |
| 9                                                                   | 9                                                                     | 6                                                                       |

Die DDR nahm an den Olympischen Winterspielen 1984 in Sarajevo mit einer Delegation von 56 Athleten (40 Männer und 16 Frauen) teil und war gemäß dem Medaillenspiegel die erfolgreichste Nation. Am Eishockey und in den alpinen Skidisziplinen nahmen keine DDR-Athleten teil.

## Teilnehmer nach Sportarten

### Biathlon
Gegen die starken Mannschaften aus der BRD, Norwegen und der UdSSR hatten die Biathleten einen schweren Stand. Mit je einmal Silber und Bronze konnte man an die Erfolge von Lake Placid nur bedingt anknüpfen.
- Matthias Jacob (ASK Vorwärts Oberhof)
Sprint (10 km): 
Staffel (4 × 7,5 km): 4. Platz

- Frank Ullrich (ASK Vorwärts Oberhof)
Sprint (10 km): 17. Platz
Einzel (20 km): 5. Platz
Staffel (4 × 7,5 km): 4. Platz

- Holger Wick (ASK Vorwärts Oberhof)
Einzel (20 km): 29. Platz
Staffel (4 × 7,5 km): 4. Platz

- Frank-Peter Roetsch (SG Dynamo Zinnwald)
Sprint (10 km): 7. Platz
Einzel (20 km): 
Staffel (4 × 7,5 km): 4. Platz
- Jürgen Wirth (ASK Vorwärts Oberhof)
Einzel (20 km): 16. Platz
Staffel (4 × 7,5 km): 5. Platz
- Ralf Göthel (SG Dynamo Zinnwald)
ohne Einsatz

### Bob
Mit zwei Doppelsiegen übten die DDR-Athleten die völlige Dominanz in den Bobwettbewerben aus. Wolfgang Hoppe wurde Doppelolympiasieger.
Viererbob
- DDR I 
Wolfgang Hoppe (ASK Vorwärts Oberhof)
Roland Wetzig  (ASK Vorwärts Oberhof)
Dietmar Schauerhammer (ASK Vorwärts Oberhof)
Andreas Kirchner (ASK Vorwärts Oberhof)

- DDR II 
Bernhard Lehmann (ASK Vorwärts Oberhof)
Bogdan Musiol (ASK Vorwärts Oberhof)
Ingo Voge (ASK Vorwärts Oberhof)
Eberhard Weise (ASK Vorwärts Oberhof)

Zweierbob
- DDR II 
Wolfgang Hoppe (ASK Vorwärts Oberhof)
Dietmar Schauerhammer (ASK Vorwärts Oberhof)

- DDR I 
Bernhard Lehmann (ASK Vorwärts Oberhof)
Bogdan Musiol (ASK Vorwärts Oberhof)

Ohne Wettkampfeinsatz blieben:
- Hans-Jürgen Gerhardt (ASK Vorwärts Oberhof)
Henry Gerlach (ASK Vorwärts Oberhof)
Bernhard Germeshausen (ASK Vorwärts Oberhof)
Matthias Trübner (ASK Vorwärts Oberhof)

### Eiskunstlauf
Katarina Witt konnte in Sarajevo ihren ersten Olympiasieg feiern. Die Mitfavoriten Baess/Thierbach belegten bei den Paaren den undankbaren 4. Platz.
Frauen:
- Katarina Witt (SC Karl-Marx-Stadt)

Paare:
- Sabine Baeß/Tassilo Thierbach (SC Karl-Marx-Stadt)
Paarlauf: 4. Platz
- Birgit Lorenz/Knut Schubert (SC Dynamo Berlin)
Paarlauf: 5. Platz
- Babette Preußler/Tobias Schröter (SC Dynamo Berlin)
Paarlauf: 11. Platz

Männer
- Falko Kirsten (SC Einheit Dresden)
16. Platz

### Eisschnelllauf
Die Eisschnellläuferinnen waren äußerst erfolgreich und errangen allein neun von zwölf zu vergebenden Medaillen. Alle vier Entscheidungen wurden gewonnen. Die beeindruckende Dominanz zeigte sich in drei Doppelsiegen und einem Dreifachsieg über 3000 m. Mit Karin Enke kam zudem der erfolgreichste DDR-Sportler aus dem Eisschnelllauf.
Bei den Herren glänzte René Schöfisch mit zwei Bronzemedaillen über die Langstrecken.
| Damen: - Christa Rothenburger (SC Einheit Dresden) 500 m: 1000 m: 5. Platz - Andrea Schöne (SC Einheit Dresden) 1000 m: 1500 m: 3000 m: - Karin Enke (SC Einheit Dresden) 500 m: 1000 m: 1500 m: 3000 m: - Gabi Schönbrunn (SC Karl-Marx-Stadt) 1500 m: 4. Platz 3000 m: - Skadi Walter (SC Einheit Dresden) 500 m: 5. Platz | Herren: - Uwe-Jens Mey (SC Dynamo Berlin) 500 m: 8. Platz 1000 m: 25. Platz - Andreas Dietel (SC Dynamo Berlin) 500 m: 20. Platz 1000 m: 7. Platz 1500 m: 6. Platz 10.000 m: 32. Platz - René Schöfisch (TSC Berlin) 5000 m: 10.000 m: - Andreas Ehrig (TSC Berlin) 1500 m: 5. Platz 5000 m: 4. Platz 10.000 m: 11. Platz - André Hoffmann (SC Dynamo Berlin) 500 m: 11. Platz 1000 m: 5. Platz 1500 m: 11. Platz |

### Rodeln
Die Rodlerinnen feierten einen Dreifacherfolg. Bei den Herren verpasste Michael Walter eine Medaille nur knapp, im Doppelsitzer kam noch eine Bronzemedaille hinzu.
| Damen: - Steffi Martin (SC Traktor Oberwiesenthal) - Bettina Schmidt (ASK Vorwärts Oberhof) - Ute Weiß (ASK Vorwärts Oberhof) | Herren: - Michael Walter (SC Traktor Oberwiesenthal) 4. Platz - Torsten Görlitzer (SC Traktor Oberwiesenthal) 5. Platz - Norbert Loch (ASK Vorwärts Oberhof) 13. Platz | Doppelsitzer - Detlef Bertz / Hans-Joachim Menge (SC Traktor Oberwiesenthal) 15. Platz - Jörg Hoffmann / Jochen Pietzsch (ASK Vorwärts Oberhof) |

### Ski Nordisch

#### Langlauf
Das neuformierte Damen-Team, in dem nur Carola Anding schon in Lake Placid dabei war, konnte nicht an die Erfolge von 1980 anknüpfen. Einzig ein achter Platz über 5 Kilometer durch Ute Noack gestaltete die ansonsten trübe Bilanz der Langläuferinnen etwas freundlicher.
Bei den Herren konnte Uwe Bellmann mit den Einzelplatzierungen sieben und zehn überzeugen, für die Staffel reichte es allerdings nur zu Platz neun.
| Damen: - Carola Anding (ASK Vorwärts Oberhof) 4 × 5 km Staffel; 8. Platz 5 km; 21. Platz 20 km; 30. Platz 10 km; 24. Platz - Ute Noack (SC Traktor Oberwiesenthal) 4 × 5 km Staffel; 8. Platz 5 km; 8. Platz 20 km; 18. Platz 10 km; 15. Platz - Petra Rohrmann (SC Motor Zella-Mehlis) 4 × 5 km Staffel; 8. Platz 5 km; 18. Platz 20 km; 20. Platz 10 km; 17. Platz - Petra Voge (ASK Vorwärts Oberhof) 4 × 5 km Staffel;8. Platz 5 km; 36. Platz | Herren: - Karsten Brandt (SC Dynamo Klingenthal) 15 km; 41. Platz 30 km; 30. Platz 4 × 10 km Staffel; 9. Platz - Uwe Bellmann (SC Traktor Oberwiesenthal) 15 km; 7. Platz 30 km; 10. Platz 50 km; aufgegeben 4 × 10 km Staffel; 9. Platz - Frank Schröder (SC Dynamo Klingenthal) 15 km; 26. Platz 30 km; 43. Platz 4 × 10 km Staffel; 9. Platz - Uwe Wünsch (SC Traktor Oberwiesenthal) 15 km; 23. Platz 30 km; 25. Platz 50 km; 43. Platz 4 × 10 km Staffel; 9. Platz |

#### Skispringen
1984 war das Jahr von Jens Weißflog. Um den Jahreswechsel 1983/84 hatte er schon die Vierschanzentournee gewonnen. Zusammen mit Matti Nykänen bestimmte er die Wettkämpfe, gewann auf der Normalschanze, während er Nykänen auf der Großschanze den Vortritt ließ. Im Schatten von Weißflog überzeugte vor allem Stefan Stannarius, der auf der Normalschanze nur knapp an der Bronzemedaille vorbeischrammte.
- Matthias Buse (SC Dynamo Klingenthal)
Großschanze; 21. Platz
- Holger Freitag (SC Dynamo Klingenthal)
Normalschanze; 35. Platz
- Klaus Ostwald (SC Dynamo Klingenthal)
Normalschanze; 13. Platz
Großschanze; 26. Platz
- Stefan Stannarius (SC Motor Zella-Mehlis)
Normalschanze; 4. Platz
Großschanze; 9. Platz
- Jens Weißflog (SC Traktor Oberwiesenthal)
Normalschanze; 
Großschanze;

#### Nordische Kombination
Nach dem Springen hatte vor allem Gunter Schmieder auf Platz vier eine gute Ausgangsposition, wobei auch Uwe Dotzauer mit Platz zwölf noch aussichtsreich positioniert war. Während Dotzauer sich auf einen guten siebten Platz steigern konnte, fiel Schmieder mit der fünftschlechtesten Laufzeit auf Platz 15 zurück.
- Uwe Dotzauer (SC Dynamo Klingenthal)
Einzel (Normalschanze 90 m / 15 km): 7. Platz
- Andreas Langer (SC Traktor Oberwiesenthal)
Einzel (Normalschanze 90 m / 15 km): 16. Platz
- Gunter Schmieder (SC Dynamo Klingenthal)
Einzel (Normalschanze 90 m / 15 km): 15. Platz

## Statistik

### Medaillen nach Sportarten
20 von 24 Medaillen wurden von Kufensportlern gewonnen. Die zwei Skisprungmedaillen waren die letzten olympischen Medaillen für die DDR in den klassischen nordischen Skidisziplinen.
| Medaillenspiegel (bezogen auf die Entscheidungen) | Medaillenspiegel (bezogen auf die Entscheidungen) | Medaillenspiegel (bezogen auf die Entscheidungen) | Medaillenspiegel (bezogen auf die Entscheidungen) | Medaillenspiegel (bezogen auf die Entscheidungen) | Medaillenspiegel (bezogen auf die Entscheidungen) |
| Platz                                             | Mannschaft                                        | Gold                                              | Silber                                            | Bronze                                            | Gesamt                                            |
| ------------------------------------------------- | ------------------------------------------------- | ------------------------------------------------- | ------------------------------------------------- | ------------------------------------------------- | ------------------------------------------------- |
| 1                                                 | Eisschnelllauf                                    | 4                                                 | 4                                                 | 3                                                 | 11                                                |
| 2                                                 | Bob                                               | 2                                                 | 2                                                 | 0                                                 | 4                                                 |
| 3                                                 | Rennrodeln                                        | 1                                                 | 1                                                 | 2                                                 | 4                                                 |
| 4                                                 | Skispringen                                       | 1                                                 | 1                                                 | 0                                                 | 2                                                 |
| 5                                                 | Eiskunstlauf                                      | 1                                                 | 0                                                 | 0                                                 | 1                                                 |
| 6                                                 | Biathlon                                          | 0                                                 | 1                                                 | 1                                                 | 2                                                 |

### Medaillen nach Sportclubs
Vor allem durch die überaus erfolgreichen Bobfahrer, die alle aus Oberhof kamen, wurde der ASK medaillenreichster Sportclub. Gemessen an nur fünf Olympiateilnehmern, war der SC Einheit Dresden am erfolgreichsten. Viermal Gold und Silber wurden an die Elbe geholt.
| Medaillenspiegel (bezogen auf die einzelnen Athleten) | Medaillenspiegel (bezogen auf die einzelnen Athleten) | Medaillenspiegel (bezogen auf die einzelnen Athleten) | Medaillenspiegel (bezogen auf die einzelnen Athleten) | Medaillenspiegel (bezogen auf die einzelnen Athleten) | Medaillenspiegel (bezogen auf die einzelnen Athleten) |
| Platz                                                 | Mannschaft                                            | Gold                                                  | Silber                                                | Bronze                                                | Gesamt                                                |
| ----------------------------------------------------- | ----------------------------------------------------- | ----------------------------------------------------- | ----------------------------------------------------- | ----------------------------------------------------- | ----------------------------------------------------- |
| 1                                                     | ASK Oberhof                                           | 6                                                     | 7                                                     | 4                                                     | 17                                                    |
| 2                                                     | SC Einheit Dresden                                    | 4                                                     | 4                                                     | 0                                                     | 8                                                     |
| 3                                                     | SC Traktor Oberwiesenthal                             | 2                                                     | 1                                                     | 0                                                     | 3                                                     |
| 4                                                     | SC Karl-Marx-Stadt                                    | 1                                                     | 0                                                     | 1                                                     | 2                                                     |
| 5                                                     | SG Dynamo Zinnwald                                    | 0                                                     | 1                                                     | 0                                                     | 1                                                     |
| 6                                                     | TSC Berlin                                            | 0                                                     | 0                                                     | 2                                                     | 2                                                     |

### Teilnehmer nach Sportclubs
Der ASk Oberhof stellte gut ein Drittel der Olympiateilnehmer, wobei allein 12 Bobfahrer mitreisten. Die restlichen Teilnehmer kamen aus acht weiteren Sportclubs.
| Mannschaft                | Männer | Frauen | Gesamt |
| ------------------------- | ------ | ------ | ------ |
| ASK Oberhof               | 19     | 4      | 23     |
| SC Traktor Oberwiesenthal | 8      | 2      | 10     |
| SC Dynamo Berlin          | 5      | 2      | 7      |
| SC Dynamo Klingenthal     | 7      | 0      | 7      |
| SC Einheit Dresden        | 1      | 4      | 5      |
| SC Karl-Marx-Stadt        | 1      | 3      | 4      |
| SG Dynamo Zinnwald        | 2      | 0      | 2      |
| SC Motor Zella-Mehlis     | 1      | 1      | 2      |
| TSC Berlin                | 2      | 0      | 2      |
| Gesamt                    | 46     | 16     | 62     |

## Weblink
- Olympiamannschaft der DDR 1984 in der Datenbank von Sports-Reference (englisch; archiviert vom Original)